# 美丽山梅花
美丽山梅花（学名：Philadelphus purpurascens var. venustus）为虎耳草科山梅花属下的一个变种。

## 扩展阅读
- 維基物種上的相關：美丽山梅花